# Џозеф Бишара
Џозеф Бишара (енгл. Joseph Bishara; 26. јул 1970) амерички је композитор, музички продуцент и глумац, најпознатији по писању музике за хорор филмова, као што су Астрална подмуклост (2010), Мрачно небо (2013), Призивање зла (2013) и Злоћудно (2021). Иако је најчешће сарађивао са редитељем Џејмсом Ваном, Бишара је на почетку каријере имао колаборације и са Џоном Карпентером, Џозефом Зитом и Рејом Манзареком.
Први филм на коме је радио била је библијска драма Јосифов дар (1998). За хорор жанр постао је заинтересован након што је погледао старе хорор класике, попут Кабинета доктора Калигарија (1920) и Носфератуа (1922). За рад на Астралној подмуклости награђен је Фангоријином наградом за најбољег композитора, а за Призивање зла 2 (2016) добио је у истој категорији награду Америчког друштва композитора, аутора и издравача.
Бишара је често тумачио улоге демона у хорор филмовима за које је писао музику, па је тако био Демон црвеног лица у Астралној подмуклости и наставцима Астрална подмуклост 3 (2015) и Астрална подмуклост 4: Последњи кључ (2018). Тумачио је и лик вештице Батшибе Шерман, главне антагонисткиње у филму Призивање зла (2013), као и демона лутке Анабел у филмовима Анабел (2014) и Анабел 2: Стварање зла (2017).

## Филмографија

### Композитор
- Јосифов дар (1998)
- Манастир (2000)
- Ноћ демона (2009)
- Астрална подмуклост (2010)
- 11-11-11 (2011)
- Мрачно небо (2013)
- Призивање зла (2013)
- Астрална подмуклост 2 (2013)
- Анабел (2014)
- V/H/S: Вирално (2014)
- Астрална подмуклост 3 (2015)
- Тајне Ватикана (2015)
- Приче о Ноћи вештица (2015)
- Призивање зла 2 (2016)
- Са друге стране врата (2016)
- Астрална подмуклост 4: Последњи кључ (2018)
- Аквамен (2018)
- Чудо (2019)
- Проклетство ожалошћене жене (2019)
- Анабел 3: Повратак кући (2019)
- Несвета (2021)
- Призивање зла: Ђаво ме је натерао (2021)
- Злоћудно (2021)

### Звучни продуцент и дизајнер
- Духови са Марса (2001)
- Репо! Генетичка опера (2008)

### Глумац
| Улоге Џозефа Бишаре |                                      |               |                    |          |
| Година              | Српски назив                         | Изворни назив | Улога              | Напомена |
| 2010.               | Астрална подмуклост                  |               | Демон црвеног лица |          |
| 2013.               | Призивање зла                        |               | Батшиба Шерман     |          |
| 2014.               | Анабел                               |               | Анабелин демон     |          |
| 2015.               | Астрална подмуклост 3                |               | Демон црвеног лица |          |
| 2017.               | Анабел 2: Стварање зла               |               | Анабелин демон     |          |
| 2017.               | Мртва ноћ                            |               | Крон               |          |
| 2018.               | Астрална подмуклост 4: Последњи кључ |               | Демон црвеног лица |          |
| 2020.               | Ловац на снове                       |               | Ноћни Хаг          |          |